# Kredyty studenckie w Polsce
Kredyty studenckie udzielane są w Polsce od 1998 roku. Przeznaczone są dla studentów, na korzystniejszych niż normalne warunkach dla kredytobiorców. W roku 2016 korzystało z nich 119 tysięcy osób, a do 2016 spłaciło go 275 tysięcy.

## Założenia kredytu studenckiego
Kredyty studenckie mją za zadanie wspierać studentów, których rodziny nie są zamożne, dlatego co roku ustalany jest maksymalny dochód na osobę w rodzinie studenta. Kwota podawana jest w grudniu, ustala ją Minister Nauki i Szkolnictwa Wyższego. W ostatnich latach kształtowała się następująco:
- 3000 zł na osobę – 2023
- 2500 zł (netto) na osobę – w latach akademickich 2014/2015 – 2017/2018
- 2300 zł na osobę – w 2012/2013 oraz 2013/2014
- 2100 zł na osobę – w 2011/2012[2]

Udzielane są one studentom, bez względu na rodzaj uczelni (publiczna, niepubliczna) i tryb studiów. Jedynym warunkiem jest to, że rozpoczęli studia przed ukończeniem 25. roku życia.
Żeby dostać kredyt studenci muszą mieć poręczyciela, który w razie konieczności spłaci zaciągnięty dług. Najczęściej są to rodzice. Jeśli sytuacja w rodzinie na to nie pozwala (rodzice nie żyją lub nie mają wystarczającej zdolności kredytowej) może starać się o poręczenie Banku Gospodarstwa Krajowego oraz o poręczenie Agencji Restrukturyzacji i Modernizacji Rolnictwa.

## Wypłata i spłata kredytu
Kredyty są udzielane na okres studiów (nie dłuższy niż 6 lat). W przypadku doktorantów może być przedłużony maksymalnie o 4 lata.
W 2023 r. kredytów studenckich udzielają banki:
- Powszechna Kasa Oszczędności Bank Polski,
- Bank Polska Kasa Opieki
- Bank Polskiej Spółdzielczości (wraz ze zrzeszonymi bankami spółdzielczymi)[4]

Kredyt wypłacany jest w miesięcznych ratach, nie dłużej niż przez 10 miesięcy w roku akademickim. Miesięczna rata kredytu wynosiła w roku 2017/2018 600 zł, ale mogła być także podwyższona do 800 lub 1000 zł albo obniżona do 400 zł.
Spłata kredytu zaczyna się 2 lata po ukończeniu studiów, a w przypadku przerwania studiów od następnego miesiąca po terminie przedstawienia w banku legitymacji. W czasie studiów i 2 lata po ukończeniu kredytobiorca nie jest obciążony odsetkami kredytu. Pokrywa je BGK (Bank Gospodarstwa Krajowego). Spłata odsetek zaczyna się wraz ze spłatą kredytu. Ich wysokość wynosi połowę stopy redyskonta weksli, w sierpniu 2017 – 1,75 proc.
Umorzenie kredytu możliwe jest po ukończeniu studiów w grupie 5% najlepszych absolwentów.